# Ephelis cruentalis
Ephelis cruentalis är en fjärilsart som beskrevs av Carl Geyer 1832. Ephelis cruentalis är enda arten i släktet Ephelis och familjen Crambidae. Inga underarter finns listade i Catalogue of Life.